# Белл, Регла
Регла Белл Маккензи (исп. Regla Bell MacKenzie; 6 июля 1970, Гавана, Куба) — кубинская волейболистка. Нападающая. 3-кратная Олимпийская чемпионка, двукратная чемпионка мира, 4-кратная обладательница Кубка мира.

## Биография
В 1989 году 19-летняя Регла Белл дебютировала в волейбольной сборной Кубы и в первый же сезон в национальной команде стала обладателем двух золотых наград, став чемпионкой NORCECA и победителем розыгрыша Кубка мира. В последующие 11 лет выступлений за сборную Белл выиграла рекордное количество «золота» соревнований высшего международного уровня — Олимпийских игр (трижды), чемпионатов мира (дважды) и розыгрышей Кубка мира (четырежды). Эти показатели повторяет лишь ещё одна волейболистка из состава великой кубинской команды 1990-х годов — Лилия Искьердо. С 1997 года (после Миреи Луис) и вплоть до окончания карьеры в сборной после Олимпиады-2000 именно Регла Белл была капитаном «карибских брюнеток» (прозвище сборной Кубы). На континентальном уровне спортсменка дважды становилась чемпионкой Панамериканских игр и 6 раз — чемпионатов NORCECA. Кроме этого, в 1993 году Регла Белл была соучастницей побед своей сборной на первых турнирах Гран-при и Всемирного Кубка чемпионов, причём в розыгрыше Кубка была признана лучшим игроком.
Вплоть до 1998 на клубном уровне Белл выступала за сильнейшую команду Кубы — «Сьюдад Хабана». В апреле 1998 решением Федерации волейбола своей страны спортсменка, как и многие другие выдающиеся кубинские волейболистки, получила разрешение на выступление за границей и на завершающем этапе чемпионата Италии 1997—1998 подключилась к команде «Чентро Эстер» из Неаполя, сумев помочь команде выиграть бронзовые медали первенства. Затем на протяжении двух сезонов Белл играла за другую итальянскую команду — «Деспар-Сирио» из Перуджи — и в её составе стала победителем розыгрышей Кубка обладателей кубков ЕКВ и Кубка Италии. В 2002—2012 Регла Белл играла в Испании (кроме сезона 2009—2010, проведённого в Бразилии), а в 2013 уехала в Индонезию, проведя сезон в чемпионате этой азиатской страны, после чего приняла решение уйти из волейбола. Тем не менее в активе волейболистки был ещё один турнир — клубный чемпионат Азии, проводившийся в апреле 2014 и в котором Белл выступала за филиппинскую команду «Пауэр Пинайс». После этого выдающаяся кубинская спортсменка окончательно завершила игровую карьеру.

### Клубная карьера
- …—1998 —  «Сьюдад Хабана» (Гавана);
- 1998 —  «Ассид Эстер» (Неаполь);
- 1998—2000 —  «Деспар-Сирио» (Перуджа);
- 2002—2004 —  УКАМ (Мурсия);
- 2005—2006 —  «Групо-2002» (Мурсия);
- 2006—2007 —  «Промосьонес Перкан» (Аликанте);
- 2007—2009 —  «Гран-Канария Кантур» (Лас-Пальмас);
- 2009—2010 —  «Сан-Каэтану» (Сан-Каэтану-ду-Сул);
- 2010—2011 —  «Фигаро Тенерифе» (Сан-Кристобаль-де-ла-Лагуна);
- 2011—2012 —  «Нучар Мурильо» (Мурильо-де-Рио-Леса);
- 2012—2013 —  «Маноквари Валерия Папуа Барат» (Маноквари);
- 2014 —  «Пауэр Пинайс» (Манила).

## Достижения

### Со сборной Кубы
- 3-кратная Олимпийская чемпионка — 1992, 1996, 2000.
- двукратная чемпионка мира — 1994, 1998;
- 4-кратный победитель розыгрышей Кубка мира — 1989, 1991, 1995, 1999.
- победитель розыгрыша Всемирного Кубка чемпионов 1993;
  - серебряный призёр Всемирного Кубка чемпионов 1997.
- двукратная чемпионка Мирового Гран-при — 1993, 2000;
  - 3-кратный серебряный (1994, 1996, 1997) и двукратный бронзовый (1995, 1998) призёр Мирового Гран-при.
- 6-кратная чемпионка NORCECA — 1989, 1991, 1993, 1995, 1997, 1999.
- двукратная чемпионка Панамериканских игр — 1991, 1995;
  - серебряный призёр Панамериканских игр 1999.

### С клубами[1]
- двукратный бронзовый призёр чемпионатов Италии — 1998, 2000.
- победитель розыгрыша Кубка Италии 1999.
- двукратный бронзовый призёр чемпионатов Испании — 2006, 2012.
- серебряный призёр розыгрыша Кубка королевы Испании 2012.
- бронзовый призёр чемпионата Бразилии 2010.
- серебряный призёр чемпионата Индонезии 2013.
- победитель розыгрыша Кубка обладателей кубков ЕКВ 2000.

### Индивидуальные
- 1993: лучшая защитница Гран-при.
- 1993: MVP (самый ценный игрок), лучшая нападающая и лучшая на приёме Всемирного Кубка чемпионов.
- 1997: лучшая нападающая и самая результативная Всемирного Кубка чемпионов.
- 2009: MVP и самая результативная чемпионата Испании.